# Херберт фон Карајан
Херберт фон Карајан (Салцбург, 5. април 1908 — Аниф код Салцбурга, 16. јул 1989) био је аустријски диригент.
После школовања на Бечком Конзерваторијуму, децембра 1928. године са оркестром ове музичке установе започиње своју диригентску каријеру.
Наступао је широм Европе и света, а најбољи тренуци у његовој каријери су наступи са Бечком и Берлинском Филхармонијом и уметничка руковођења овим ансамблима. У сећању многих поштовалаца класичне музике остао је Карајанов наступ са Бечком Филхармонијом на Новогодишњем Концерту 1987. године.
Био је један од најистакнутијих диригената послератног периода и сматра се једним од најсниманијих светских диригената. Карајан је дириговао Берлинским филхармонијским оркестром 35 година. Крајем 1954. године, на месту уметничког руководиоца овог ансамбла наслеђује Вилхелма Фуртвенглера (1886—1954) и на том месту остаје све до свог повлачења, априла 1989. године.

## Породично порекло
У 19. веку дешавала се миграција Срба са Косова, из Србије и Видинског пашалука, Цинцара, Јермена, Грка и других народа које су тада били поробљени од стране Турака. Кретање становништва је већином имало правац према северозападу, према Аустроугарској и Европи. Пратећи овај правац се на територији Аустрије нашла и породица Карајанопулос (према неким изворима Карајанис), касније Карајан (Црни Јан), из македонске варошице Козани на северу Грчке . Карајани су били успешни трговци, а један од њих је прешао у Саксонију (Немачка), где је стекао врло добре пословне везе, па чак и од владарске куће и титулу барона. 

## Биографија
Карајанови су се настанили у Салцбургу. Један он њих, Макс-Теодор, био је професор филологије на Универзитету у Грацу, док је његов син др. Ернст обављао хируршку праксу у Салцбургу. Ернст Карајан се оженио Мартом Космач, Српкињом из Новог Сада, са којом је имао два сина: Волфганга и Херберта. За своју мајку је Херберт говорио: 
| „ | Била је сјајна личност. Понашала се као да је од ње цео свет зависио | ” |

.

### Образовање
Прво музичко образовање Херберт је стекао од свог оца, који је, као аматер, свирао кларинет у Моцартовом оркестру, а који га је научио да свира кларинет.
Херберт се интересовао за технику и започео је студије на Техничкој високој школи у Бечу. Иако је волео брзе аутомобиле и авионе, никад га није интересовала техника ради технике. Фасцинирала га је техника у служби човека, она коју човек може и мора да укроти. Нажалост, касније у животу, није умео да одреди границе између технике као егзактне науке и својих визија о улогама и могућностима технике. Ипак се Херберт се није професионално овиме бавио већ се посветио музици.
Херберт фон Карајан се школовао у Бечу да би већ као тридесетогодишњак доживео велике успехе. Паралелно са конзерваторијумом дипломирао је филозофију, радио је као кларинетиста, давао је часове клавира, а бициклом је путовао у Бајројт, да би уживо студирао дириговање Тосканинија и Фуртвенглера. Још пре Другог светског рата био је познат у Белгији, Холандији, Француској, Италији...

### Каријера

#### Активност током Другог светског рата
Већ као младић дириговао је Бечком филхармонијом, 1941. је постао њен директор. Био је познат и омиљен како пре, тако за време, а исто тако и после рата. Био је познат по томе да је дириговао са затвореним очима и без партитуре пред собом. Говорио је:
| „ | Ја не видим добро, али зато дишем заједно са сваким појединим музичарем у оркестру. А партитуру имам у глави. | ” |

1933. године приступио је Националсоцијалистичкој партији и то два пута: у Аустрији и у Немачкој. После једне представе Мајстора певача у Берлину, Хитлер се обратио Карајану примедбом:
| „ | Младићу, када диригујете Вагнера обавезно пред собом морате имати партитуру. Зашто диригујете напамет? То је велик ризик, омаловажавање генијалног композитора. | ” |

Карајан је омаловажио фирера и није га послушао. Ово је себи могао да дозволи само фон Карајан као чувени диригент и члан партије, човек који је тој партији и те како био потребан.
1946. године совјетске окупационе власти забрањују фон Карајану, као нацисти, рад, али та забрана траје само једну годину.

#### Утицај звучних записа на Карајанову каријеру
Брзим развојем тонске технике после Другог светског рата фон Карајаново интересовање за технику усмерава се ка корисном: он се до детаља интересује за технику снимања звука, очекује и захтева од ње перфекционизам. Кад он и његови музичари дају све од себе, морају то исто да учине и техничари. Зато се везао за  , бар све дотле док је сматрао да ова фирма има најбољу технику. После снимања није напуштао студио док није преслушао сав снимљени материјал. При изради баланса снимљеног материјала седео је сатима са техничарима док није истерао оно што је желео.
Продајом великог броја (технички савршених) грамофонских плоча (и не само тиме) популарност Херберта фон Карајана је нагло расла. Бар у Немачкој и Аустрији. Бетовенова, Вагнерова и Моцартова дела су била најчешће на Карајановом репертоару.
Такође, Карајан је Немачкој (а можда и добром делу западне Европе) приближио пре свега руску музику, а исто тако поставио и италијанску оперу на заслужено место. Опере и балети су чак и у Немачкој престали да се гледају и почели да се слушају. Његов репертоар је био огроман, а није презао ни од тога да изводи ситне популарне композиције за широке масе. Постао је највољенији музичар.

#### Карајан у уметничким круговима
Карајан је био вољен и омиљен у уметничким круговима. Истицао се дириговањем опера, којом приликом је посебно долазио до изражаја његов добро избалансиран однос према композитору, оркестру, певачима и – што је најважније – према слушаоцима. Посебно је поштовао солисте који су му поштовање узвраћали.
Није подносио солисте неспремне за сарадњу. Тако је, примера ради, имао конфликт са пијанистом Ивом Погорелићем приликом једног гостовања овог уметника у Бечу. За време пробе клавирског b-moll концерта Чајковског дошло је до следећег дијалога:
| „ | - Маестро, ви треба мене само да пратите. Ја, Иво Погорелић, свирам по својој концепцији. - Не, младићу! Ја, Херберт фон Карајан, диригујем и свираћете онако како ја диригујем! | ” |

Са друге стране Карајан је уживао велико поштовање других уметника као нпр. Марије Калас.
Незаборавна остаје гала представа „Трубадура“ у Бечкој државној опери 1. маја 1978. Леонору је певала Рајна Кабајванска. Рајна је отпевала најбољу „Леонору“ свог живота. Двадесет година после ове представе године фирма RCA је откупила аудио-снимак од Аустријског радија и направила ЦД.

#### Карајанова достигнућа
У оцени Карајанових достигнућа и успеха може се правити паралела са другим диригентима великанима музичке сцене, пре свега Карајановим узорима и учитељима Фуртвенглером и Тосканинијем. Фуртвенглера је засигурно превазишао у уметничким и организаторским потенцијалима вођења Берлинске Филхармоније међутим, Артуро Тосканини (1867—1957) у свим елементима прецизности своје уметности дириговања, остаје испред Карајана то јест, његов непосредни претходник. Карајан се посебно истицао у интерпретацијама немачких и аустријских музичких класика, посебно Лудвига ван Бетовена, Јоханеса Брамса, Рихарда Вагнера и Волфганга Амадеуса Моцарта, али антологијско остаје и његово диригентско тумачење руских композитора.
Циклус симфонија Чајковског спада без сумње у најбоља остварења Карајана и истовремено у најбоље интерпретације великог руског композитора. Али не заостају ни краће композиције истог аутора. Посебно дивљење заслужују интерпретације балетске музике, коју је Карајан дигао на концертни подијум. И као што сам већ једном поменуо, то је музика која се не гледа већ слуша. И у монументалним представама Бориса Годунова и Кнеза Игора слушала се музика и западноевропској публици није сметало што се певало на руском. 
Тек пошто је Карајан био постигао незапамћен успех са руском музиком, комерцијалисти су се сетили његовог порекла. Грамофонске плоче су се продавале још боље кад је на њиховим омотима писало да Карајан за своје изванредне интерпретације руске музике може да захвали својој словенској крви.
Слика о музичком генију не би била ни потпуна ни хумана, кад се не би поменуле и још неке људске особине. Целог живота фон Карајана није напуштала жеља да се бави и техником. Тако је основао фирму Film-, TV- und Videoproduktion Télémondial S.A.M., Monaco.
Причало се и писало међутим, да је та фирма лоше пословала. Пример је прича о авантури са дигиталним снимањем. Шеф и оснивач фирме Сони, обожавалац фон Карајана, уложио је огромна средства у један студио за снимање звука на ЦД, који је фон Карајан уредио у једној капели на свом имању. Ангажовани су били најбољи тонски техничари из целог света. Ту је фон Карајан проводио дане и ноћи, наизменично са Берлинском и Бечком филхармонијом, снимајући свој стандардни репертоар за будуће ЦД. Тражио је перфекцију, транспарентност свих инструмената, сваки глас и сваки инструмент је морао да се добро разазна и звучи као у природи, нису смели да се чују никакви додатни шумови – губећи при свему томе осећај за реалност и техничке могућности. Према музичарима и техничарима се опходио као према робљу.
Једном приликом, са Берлинском Филхармонијом, са пробама уопште није ишло како треба. И Карајан је у бесу рекао: Господо, када би све било по моме, ја бих вас свезао, полио бензином и запалио. У том тренутку, један од музичара примећује: А онда нас Маестро, више не бисте имали. Карајан је одмах признао: Да, тако је и са пробама би се наставило док најзад тражени резултати нису стигли. Иначе, резултат поменутог подухвата са фирмом Сони, били су неупотребљиви снимци, са синтетичким и стакластим призвуком гудачких инструмената, супротно ономе што је фон Карајан желео. Фирма „Дојче грамофон“ је покушала да спасе и преради овај тонски материјал, са неједнаким успехом код појединих снимака.
Карајанов технички дилетантизам се испољавао у већем обиму и претераним мешањем у послове архитеката и акустичара. Још у почетку свог рада са фирмом DGG упознао је једног тонтехничара, кога је унапредио за свог личног акустичара. Тог шарлатана, који је, поред доброг њуха за „газдин“ укус, имао и природну обдареност за маркетинг-психологију, фон Карајан је свуда вукао са собом и потурао као највећег стручњака. Није се више градила ни једна концертна или оперска сала а да фон Карајан свој благослов није условљавао учешћем свог заштитника. Ни један инвеститор, као ни архитекта, није могао да се супротстави уцени и себи дозволи, да један фон Карајан одбије дириговање у њиховој сали. Акустика се увек спасавала тиме, што је фон Карајановом штићенику придодаван бар још по један прави стручњак (као помоћник). У међувремену се тај надриакустичар по Америци представљао као доктор или професор из Салцбурга. Нико никад, бар у стручним круговима, није разумео ову слабост маестра, као ни потребу да се овај упушта у нечисте послове.

## Диригентски наступи
Карајанови оркестри и ансамбли, то јест они са којима је Карајан наступао, броје преко 50 хорова и симфонијских оркестара. И преко 5000 наступа са њима у времену од децембра 1928. до априла 1989. године.

### Оркестри које је водио
Током вишедеценијског рада Карајан је предводио велики број оркестара.
1. Оркестар државног театра из Ахена (Немачка). Са њим је остварио преко 160 концерата у периоду од 1934. до 1942. године.
2. Симфониски оркестар ОДЕОН из Атине. У земљи његових предака, Грчкој, одржао је свега један концерт са овим оркестром - 13. јуна 1939. године.
3. Бањска државна капела - Карлсруе. Са овим је ансамблом Карајан наступио два пута: 31. јануара и 12. марта 1955. године.
4. Баварски државни оркестар. Четири концерта остварио је велики маестро са овим оркестром: 19. и 21. августа 1953. и 1. и 5. децембра 1963. године, све у Минхену.
5. Бајројтски фестивалски оркестар. На Бајројтским Свечаним Играма Карајан је дириговао на 14 представа Вагнерових опера и музичких драма. Од тога, девет је дириговао августа 1951, а пет августа 1952. године.
6. Берлинска државна опера. Седам оперских представа дириговао је Карајан у овој оперској кући. Од тога четири 1964. године, а три 1965, од којих је једна, 9. маја 1965, била гостовање у Хамбургу. Остале су биле у Берлину.
7. Берлинска филхармонија. Овај је ансамбл за Карајанову диригентску уметност био и одлучујући, са највећим бројем остварених концерата. Остварио их је преко 1520 (!), почев од свог дебија за овим ансамблом 1938. године, па све до свог опроштаја, априла 1989. године. После Фуртвенглерове смрти, почетком 1955. године Карајан постаје и њен уметнички руководилац и до краја своје активности остаје на том месту. Са овим ансамблом је имао и једно гостовање у Београду, октобра 1972. године, на IV БЕМУС-у.
8. РАЈХСЕНДЕР оркестар из Берлина. Са овим је ансамблом у новембру 1938. године, Карајан одржао свега један концерт.
9. Симфонијски оркестар РИАС из Берлина. Два концерта, 2. октобра и 29. новембра 1955. године, одржана су са овим оркестром.
10. Берлинска државна капела. Са овим је ансамблом Карајан одржао преко 150 концерата, од 1938. до 1945. године.
11. Филхармонија ЖОРЖ ЕНЕСКУ из Букурешта. Као гостујући диригент, Карајан је са овим ансамблом наступио два пута: 23. и 27. јануара 1944. године.
12. Оркестар ТЕАТРО КОЛОН из Буенос Ајреса. Два пута је Карајан гостовао у Аргентини и наступио са овим ансамблом: 20. априла и 4. маја 1949. године.
13. Симфонијски оркестар из Кливленда. Овај престижни Амерички симфонијски оркестар, Карајан је предводио на два фестивала августа 1967. године: у Салцбургу 16. и Луцерну 31. августа.
14. Симфонијски оркестар из Келна. 15. маја 1936. године у Келну, Карајан је одржао једини концерт са овим оркестром.
15. Оркестар западнонемачког радија из Келна. На Салцбуршком Фестивалу 1973. године, Карајан је наступио три пута са овим оркестром: 20, 23. и 25. августа.
16. КОНЦЕРТГЕБАУ ОРКЕСТАР из Амстердама. Један је концерт у Амстердаму одржан са овим чувеним оркестром: 23. јануара 1938. године.
17. Дански краљевски оркестар. Један је концерт у својству гостујућег диригента одржао и са овим оркестром: 22. фебруара 1943. године у Копенхагену.
18. Оркестар чешке филхармоније. На летњем фестивалу у Салцбургу, Карајан је ову угледну Европску филхармонију предводио само једном: 15. августа 1971. године.
19. Државна капела из Дрездена. Три пута је Карајан у свом родном Салцбургу, опет на летњем фестивалу, предводио и овај ансамбл: 15. августа 1965, 13. августа 1972. и 15. августа 1976. године.
20. Филхармонија младих Европске заједнице (данас Европске уније). На два гала концерта, Карајан је наступио са овим највећим Европским омладинским ансамблом: септембра 1972. у Берлину и 12. августа 1980. године у Салцбургу (на летњем Фестивалу).
21. Оркестар бечког конзерваторијума, на коме се школовао, Карајан је свој први концерт у каријери (и једини са овим оркестром), одржао у Бечу 17. децембра 1928. године.
22. Симфонијски оркестар из Улма. После дебија, Карајан одлази у Немачки град Улм, где од 1929. до 1934. године диригује градским Симфонијским Оркестром. Одржао је са њим преко 140 концерата, након две године прекида, последњи је пут са овим ансамблом наступио 1936. године, 3. фебруара и 14. децембра.
23. Фестивалски ансамбл МУЗИЧКИ МАЈ из Фиренце. Са овим је ансамблом Карајан наступио 6 пута, током 1941. и 1942. године.
24. Филхармонијски оркестар из Хаване. У марту и априлу 1949. године, Карајан је на 4 концерата предводио овај ансамбл.
25. Светски оркестар младих. Са њим је Карајан одржао само један концерт: 26. септембра 1976. године у Берлину.
26. БРУКНЕР РАЈХОРКЕСТАР из Линца. Године 1944, на два концерта, 23. јула и 14. децембра, Карајан је предводио овај ансамбл.
27. Филхармонија из Лос Анђелеса. 2. јула 1959. године, у чувеном Холивуд Баулу, Карајан је одржао један концерт са овим ансамблом.
28. Фестивалски оркестар из Луцерна. Од 1948. до 1957. године сваке године по једном, Карајан би наступио на фестивалу у Луцерну са овим оркестром.
29. Манхајмски национални оркестар. Само једанпут, 15. априла 1940. године, Карајан је наступио са овим оркестром.
30. Хор и оркестар миланске СКАЛЕ. Ово је после Берлинске и Бечке Филхармоније, трећи ансамбл по значају, са којим је Карајан сарађивао. Између 1940. и 1968. године, Карајан је са овом чувеном оперском кућом одржао преко 110 концерата и оперских изведби. Велика већина њих, снимљени су и на носачима звука Немачке фирме Дојч грамофон геселшафт.
31. Симфонијски оркестар италијанске радио-телевизије из Милана. Са овим оркестром је одржан само један концерт - 6. фебруара 1954. године.
32. Оркестар салцбуршког МОЦАРТЕУМА. У свом родном граду, карајан је дао снажан подстицај оснивању и раду Моцартеума. Ао држао је свега 10 концерата са фестивласким оркестром, између 1929. и 1938. године.
33. Оркестар МЕТРОПОЛИТЕН ОПЕРЕ из Њујорка. Између 1967. и 1969. године, Карајан је са овом оперском кућом одржао 15 концерата и оперских изведби.
34. Оркестар њујоршке филхармоније. Са најпрестижнијим Америчким симфонијским ансамблом, Карајан је новембра 1958. године, одржао 8 концерата.
35. Симфонијски оркестар NHK. Са оркестром Јапанске Радио-телевизије Карајан је током свог гостовања у Јапану априла и маја 1954. године, одржао 14 концерата.
36. Париски симфонијски оркестар. Између 1969. и 1971. године, Карајан је са овим ансамблом одржао 23 концерта.
37. Симфонијски оркестар париског радија. 19. априла и 4. маја 1944. године, одржана су два концерта са овим ансамблом.
38. Оркестар ФИЛХАРМОНИЈА из Лондона. Између 1948. и 1960. године Карајан предводи овај ансамбл и са њим држи 94 концерта.
39. Хор и оркестар римске опере. У децембру 1953. године, Карајан са овом оперском кућом приређује 4 оперске изведбе.
40. Симфонијски оркестар италијанске радио-телевизије из Рима. Између 1952. и 1967. године, одржао је 13 концерата. Концерт одржан 20. маја 1967. године, био је концерт за Папу Павла VI.
41. Оркестар академије САНТА ЧЕЧИЛИЈА из Рима. Између 1948. и 1952. године, одржано је седам концерата са овим ансамблом.
42. Оркестар Краљевске филхармоније из Стокхолма. Одржано је 4 концерта: 15. марта 1939, те 5, 6. и 7. октобра 1949. године.
43. Симфонијски оркестар Радио Стокхолма. Током 1938. и 1939. године Карајан са овим ансамблом држи 5 концерата.
44. Симфонијски оркестар романске Швајцарске. У фебруару 1949. и 1950. године по два концерта у Женеви и Лозани, држана су са овим ансамблом. Укупно су то 4 концерта.
45. Хор и оркестар театра ВЕРДИ из Трста. Укупно је 6 концерата и оперских изведби одржано са овом оперском кућом: 4 током септембра и октобра 1945. и два, 22. и 24. новембра 1947. године.
46. Национални симфонијски оркестар италијанске радио-телевизије из Торина. Између 1948. и 1955. године, одржано је 13 концерата са овим оркестром.
47. Симфонијски оркестар из Утрехта. Само једном, 11. јануара 1938. године, Карајан је у Мастрихту наступио са овим оркестром.
48. Симфонијски оркестар из Ванкувера. Током своје Америчке турнеје, јула 1959. године, Карајан је са овим оркестром одржао у Ванкуверу два концерта: 11. и 13. јула 1959. године.
49. Хор и оркестар опере ЛА ФЕНИЧЕ из Венеције. Свега једну оперску изведбу приредио је маестро Карајан са овом оперском кућом: 30. новембра 1947. године у Венецији.
50. Оркестар бечких симфоничара. Са овим старим Бечким симфонијским оркестром, који је данас већ историјска знаменитост, Карајан је између 22. јула 1930. и 3. новембра 1963. године, када је са њим наступио последњи пут, са повременим прекидима одржао преко 240 концерата.
51. Бечка филхармонија. Ово је после Берлинске Филхармоније, други најзначајнији ансамбл у Карајановој диригентској каријери. Почев од 21. августа 1934. године, када је са њим наступио први пут и то на Летњем Фестивалу у Салцбургу, са повременим прекидима, маестро Карајан је све до свог опроштајног концерта 23. априла 1989. године у Бечу, одржао са овим оркестром преко 500 концерата.